# Bella Center Station
Bella Center Station er en højbanestation på den københavnske Metros linje M1. Stationen ligger ved Ørestads Boulevard lidt syd for Vejlands Allé i København. Stationen er navngivet efter udstillings- og kongrescentret Bella Center, som ligger umiddelbart vest for metro-stationen.
Bella Center Station blev åbnet den 19. oktober 2002 og ligger i takstzone 3.
I 2012 var passagertalet pr. dag i gennemsnit 2.900 personer .

## Antal rejsende
Ifølge Ørestadsselskabet var udviklingen i antallet af dagligt afrejsende:
| År         | Antal |
| ---------- | ----- |
| 11.12.2002 | 457   |
| 02.04.2004 | 1.239 |
| 15.04.2005 | 2.404 |